# Мілена Гаспероні
Мілена Гаспероні (італ. Milena Gasperoni; нар. 23 вересня 1961, Сан-Марино, Сан-Марино) — політична і державна діячка Сан-Марино, капітан-регент Сан-Марино з 1 квітня до 1 жовтня 2024 року.

## Біографія
Народилася восени 1961 року в столиці Сан-Марино. Вищу освіту здобула в Італії в галузі права в Болонському університеті. За фахом вона юрист і нотаріус. До 1995 року працювала в Італії, потім повернулася в Сан-Марино. Із 2004 року працювала в Міністерстві закордонних справ, далі на різних інших посадах.
У 2015 році була обрана вперше до парламенту країни від Партії соціалістів і демократів, вдруге її обрали у 2023 році від альянсу «Ми за республіку». У березні 2024 року несподівано для всіх вона була разом Алессандро Россі обрана на піврічний термін Капітан-регентів своєї країни. 1 квітня Гаспероні та Россі вступили на пост капітан-регентів Сан-Марино.